# Pere Pi Castelló
Pere Pi Castelló   (Barcelona, 14 de setembre de 1899 - 3 de gener de 1970) va ser un regatista català que va competir durant la dècada de 1920 i 1930. El 1924 va prendre part en els Jocs Olímpics de París, on fou vuitè en la regata de 6 metres del programa de vela, a bord de l'Amolgavar, junt a Santiago Amat i Artur Mas Bové. Era membre del Reial Club Marítim de Barcelona. Fou campió d'Europa i guanyà el preolímpic de 1936, però l'esclat de la Guerra Civil Espanyola impedí la seva participació en els Jocs de Berlín.